# Alpinia pinetorum
Alpinia pinetorum är en enhjärtbladig växtart som först beskrevs av Henry Nicholas Ridley, och fick sitt nu gällande namn av Ludwig Eduard Loesener. Alpinia pinetorum ingår i släktet Alpinia och familjen Zingiberaceae. Inga underarter finns listade i Catalogue of Life.